# Айман Рушді Сувейд
Айман Рушді Суве́йд (араб. أَيْمَن بِن رُشْدِي سُوَيْد; нар. 26 червня 1955, Дамаск, Сирія) — ісламський богослов, читець Корану (карі), автор телевізійних лекцій з таджвіду.

## Біографія
Народився 26 червня 1955 (10 зу-ль-када 1374 по хиджрі) в Дамаску (Сирія). Є передавачем десяти читань (кіраат) Корану. Автор телевізійної програми про таджвід на каналі Iqraa TV. Жив у Джідді, є консультантом із запам'ятовування Корану Міжнародного союзу мусульманських вчених.
У 1982 році закінчив Університет аль-Азхар.

## Учні
- Абу Бакр аш-Шатрі[1]
- Сахль ібн Зейн Ясін
- Хусейн ас-Саккаф
- Хазім Саїд Хайдар
- Халід бін Алі аль-Хаддад
- Абдуллах Саліх Санан